# Sander de Hosson
Sander de Hosson (Utrecht, 2 september 1977) is een Nederlandse longarts en schrijver van columns over de laatste levensfase en palliatieve zorg.

## Biografie
Sander de Hosson groeide op in Putten. Hij studeerde Geneeskunde aan de Rijksuniversiteit Groningen en volgde aansluitend de specialisatie tot longarts die hij in 2011 afrondde. Hij is werkzaam binnen het Wilhelmina Ziekenhuis Assen. Een belangrijk aandachtsgebied van De Hosson is palliatieve zorg.
In reactie op een schorsing in 2013 van een huisarts in Tuitjenhorn door de Inspectie Gezondheidszorg en Jeugd (IGJ) en de hierop volgende suïcide door deze huisarts ontstond onrust onder artsen over een mogelijk te repressief beleid van de IGJ en het OM op het gebied van euthanasie en palliatieve sedatie. De Hosson schreef in de nasleep hiervan een blog met als doel bij een breder publiek en de media de verschillende begrippen omtrent palliatieve sedatie en euthanasie te verhelderen. Hij vergaarde populariteit op de sociaalnetwerksite Twitter.
De Hosson werd door de Rijksuniversiteit Groningen verkozen tot alumnus van het jaar 2019.

### Auteurschap
De Hosson schreef mee aan meerdere vakinhoudelijke boeken, onder meer over longgeneeskunde en over palliatieve zorg.
Van 2016 tot en met 2018 verzorgde De Hosson een maandelijkse column in het Dagblad van het Noorden en de Leeuwarder Courant. De columns gingen over zijn ervaringen met de dood en de zorg daaromheen en werden gebundeld in Slotcouplet: Ervaringen van een longarts, een boek dat in maart 2018 bij De Arbeiderspers verscheen. Het boek kwam binnen op de tweede plaats in De Bestseller 60. Slotcouplet werd uitgeroepen tot beste Groninger Boek van 2019.
In maart 2023 verscheen Leven toevoegen aan de dagen dat De Hosson schreef samen met journalist Els Quaegebeur. Dit boek kwam, in de Boekenweek 2023, binnen op de derde plaats in De Bestseller 60.